# بیت (فیلم ۲۰۰۰)
«بیت» (انگلیسی: Beat) فیلمی در ژانر درام به کارگردانی گری والکوف است که در سال ۲۰۰۰ منتشر شد. از بازیگران آن می‌توان به کورتنی لاو، کیفر ساترلند، ران لیوینگستون، و نورمن ریداس اشاره کرد. فیلم به قسمتی از داستان زندگی ویلیام اس. باروز نویسنده آمریکایی و رابطه‌اش با همسرش جوان ولمر می‌پردازد.